# Wolfgang Duncker
Wolfgang Duncker (* 5. Februar 1909 in Stuttgart; † 20. November 1942 in Workuta) war ein deutscher kommunistischer Journalist und Filmkritiker. Während des Großen Terrors in der Sowjetunion wurde er 1938 verhaftet und starb im Gulag.

## Leben
Er war der jüngere Sohn der KPD-Mitgründer Hermann Duncker und Käte Duncker. Sein älterer Bruder Karl Duncker war als Schüler von Wolfgang Köhler und Max Wertheimer ein Pionier der Gestaltpsychologie.
Im Gegensatz zu seinem anscheinend unpolitischen Bruder war Wolfgang Duncker Mitglied der KPD. Unter dem Pseudonym Mersus verfasste er von November 1929 bis 1933 Film- und Theaterkritiken für die Tageszeitung Berlin am Morgen des Münzenberg-Konzerns. Er war auch für die Unterhaltungsbeilage der Zeitung verantwortlich.
Im Jahr 1931 heiratete Duncker die aus Basel stammende Erika Weiss (1907–2003). Der Versuch, nach der Machtergreifung 1933 in der Schweiz oder 1934 in Frankreich als Drehbuchautor Fuß zu fassen, scheiterte, in der Schweiz auch, weil seine Frau ihre Schweizer Staatsbürgerschaft durch die Eheschließung verloren hatte. Er kehrte im Oktober 1934 nach Deutschland zurück und ging im August 1935 ins Exil in die Sowjetunion. In Moskau, wo am 23. Juni 1937 der Sohn Boris zur Welt kam, arbeitete Duncker als Schnittmeister u. a. am Film Kämpfer bei Meshrabpom, und nach deren Auflösung bei Mosfilm. Im Januar 1938 erhielt er die sowjetische Staatsbürgerschaft. Auf seine Verhaftung am 23. März 1938 im Rahmen der Deutschen Operation des NKWD folgte am 8. Juni 1938 die Verurteilung als „Anhänger Bucharins“ zu acht Jahren Arbeitslager und der Ausschluss aus der KPD. Duncker kam in ein Arbeitslager in der ASSR der Komi, um wie „ein Vieh unter Vieh“ zu leben. Erika Duncker überlebte als Arbeiterin in einer Panzerfabrik. Sie ging Ende 1945 mit ihrem zweiten Ehemann und ihren überlebenden Kindern Boris und Rainer in die Sowjetische Besatzungszone  und kehrte 1947 nach Basel zurück.
Über das seit der Verhaftung unbekannte Schicksal ihres Sohnes erhielten Dunckers Eltern nach einer persönlichen Bitte an den SED-Vorsitzenden und ehemaligen Exilgenossen Wilhelm Pieck im November 1948 Aufklärung: Das Rote Kreuz teilte ihnen mit, Wolfgang Duncker sei am 20. November 1942 im Arbeitslager Workuta gestorben. Am 15. Oktober 1956 rehabilitierte ihn die Zentrale Parteikontrollkommission der SED „nach mutmaßlichem Tode“ und hob den Parteiausschluss auf. Der Militärstaatsanwalt der UdSSR rehabilitierte Duncker im Mai 1989.